# 富士川町立富士川中学校
富士川町立富士川中学校（ふじかわちょうりつふじかわちゅうがっこう）は、山梨県富士川町にある公立中学校である。

## 沿革
- 2025年（令和7年）4月 - 増穂中・鰍沢中を統合して富士川町立富士川中学校となる。

## 通学区域
- 最勝寺、天神中條、大久保、舂米、小林、長沢、大椚、青柳町、平林、小室、高下、鰍沢、駅前通一丁目、駅前通二丁目、長知沢、箱原、鹿島、鳥屋、柳川、十谷[2]